# Günter Faltin
 (juillet 2012).
Günter Faltin, né le 25 novembre 1944 à Bamberg (Allemagne), est un professeur d'université allemand et le fondateur de la société Teekampagne.

## Biographie
Günter Faltin a étudié l´économie à Saint-Gall (Suisse) et Tübingen (1964-1968) et a passé sa thèse à l´Université de Constance (1969-1972). En 1977, il fut nommé professeur à l'Université Libre de Berlin, où il créa et dirigea la section « Entrepreneurship » (entrepreneuriat).
Il obtenu par le DAAD (office allemand d´échanges universitaires) un poste de professeur invité en Asie pour plusieurs années, et tint des conférences et des ateliers scientifiques, entre autres aux États-Unis, au Canada, au Mexique, au Brésil, au Japon, en Russie, en Ukraine, en Corée du Sud et en Inde. De 1984 à 1988, Faltin fut Vice-président de la Deutsche Aktiongemeinschaft für Bildung-Erfindung-Innovation (DABEI) à Berlin. En 1999, il fonda le laboratoire pour l´entrepreneuriat (das Labor für Entrepreneurship) à l´Université Libre de Berlin, qui a été mis en place en 2000 au campus d´innovation de Wolfsburg. De 2000 à 2003, il fut expert du projet « Entrepreneurship in Education and Training in Russia, Ukraine and Brazil » de l´institution européenne « European Training Foundation ».
En 1985, il fonda l´entreprise Projektwerkstatt GmbH et lança la Teekampagne, qui est depuis 1995, selon le Tea Board of India, le premier importateur de thé Darjeeling au monde. Depuis 1992, Faltin est l'initiateur et le sponsor du projet de reforestation au Darjeeling S.E.R.V.E., organisé sur place en Inde par le WWF India. Depuis 1995, il est membre fondateur de l´institut des créateurs d´entreprises « Existenzgründer-Instituts e. V. ». Il est business angel et coach de différentes start-up, comme par exemple « eBuero AG » (depuis 2001), « RatioDrink AG » (depuis 2006), «direktzu GmbH » (connu sous « Direkt zur Kanzlerin ») et initiateur de la CO2 Kampagne du Projektwerkstatt. En 2001, il créa la fondation pour l´entrepreneuriat (Stiftung für Entrepreneurship).

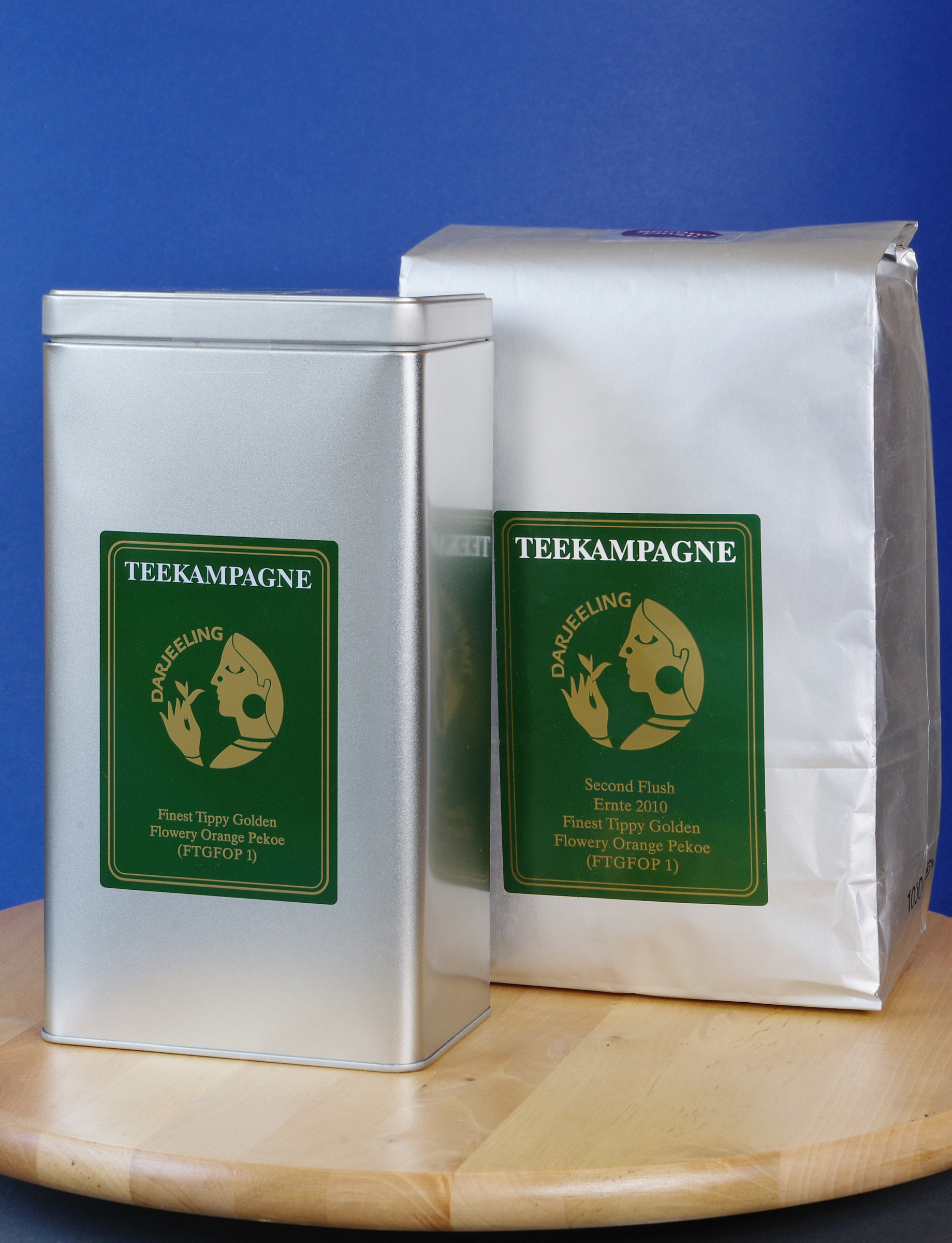
Thé de la Teekampagne

## Théorie
La théorie de Faltin se base sur l'idée que l'entrepreneuriat devrait être aujourd'hui accessible à tous. Contrairement à l'administration des affaires, l´entrepreneuriat est une démarche créative. Dans la société postindustrielle, un concept (entrepreneurial design) bien élaboré est plus déterminant pour la réussite d´une création d´entreprise que l´apport d´un capital important. De plus, il est possible de créer son entreprise à partir d´éléments déjà existants qu'il suffit ensuite de combiner d´une autre manière. La standardisation mondiale des compétences et des performances permettrait même à l'entrepreneur de jouer dans la cour des grands.

## Distinctions
- 1997: Award de la Price-Babson-Foundation, Boston, « For Bringing Entrepreneurial Vitality to Academe ».
- 2007: Vision Award für Lebensunternehmer (Vision Award pour les entrepreneurs de leur vie)
- 2009: Deutscher Gründerpreis: prix spécial pour la « Teekampagne ».
- 2010: Verdienstorden der Bundesrepublik Deutschland: médaille du mérite de la République Fédérale Allemande

## Publications
- Bildung und Einkommenserzielung: Das Defizit: Unternehmerische Qualifikationen. In: Axt/Karcher/Schleich: Ausbildungs-oder Beschäftigungskrise in der Dritten Welt? Frankfurt/M (1987)
- The University and Entrepreneurship In: Education in Transition. Wiesbaden (1992)
- Reichtum von unten, (G. Faltin und J. Zimmer, Berlin 2. Auflage 1996). Griechische Ausgabe 2004
- Das Netz weiter werfen - Für eine neue Kultur unternehmerischen Handelns In: Faltin/Ripsas/Zimmer (Hrsg.) "Entrepreneurship. Wie aus Ideen Unternehmen werden". München (1998)
- Competencies for Innovative Entrepreneurship, In Adult Learning and the Future of Work, Unesco Institute for Education, Hamburg, (1999)
- Creating a Culture of Innovative Entrepreneurship In: Journal of International Business and Economy, Volume 2, Number 1, (2001)
- Für eine Kultur des Unternehmerischen – Entrepreneurship als Qualifikation der Zukunft In: Leistung – Lust & Last Bucher/Lauermann/Walcher (Hrsg.). Wien (2005)
- Erfolgreich gründen. Der Unternehmer als Künstler und Komponist. DIHK, Berlin (2007)
- Kopf schlägt Kapital. Die ganz andere Art, ein Unternehmen zu gründen. Von der Lust, ein Entrepreneur zu sein. Carl Hanser Verlag, München, 2008
- Entrepreneurship als innovativer Prozess – von Anfangsideen, konzept-kreativen Gründern und der Entrepreneurial Society In: Peter Drucker - der Mann, der das Management geprägt hat: Erinnerungen und Ausblick zum 100. Geburtstag; Hermann Doppler, Markus Eurich, Günter Faltin, et al., Winfried W. Weber (Herausgeber); Sordon Verlag, 2009
- Brains versus Capital: Entrepreneurship for Everyone - Lean, Smart, Simple (version anglaise de "Kopf schlägt Kapital"), Stiftung Entrepreneurship, Berlin, 2013

## Livres audio
- Kopf schlägt Kapital. Die ganz andere Art, ein Unternehmen zu gründen. Von der Lust, ein Entrepreneur zu sein. Carl Hanser Verlag, München. Gesprochen von Stephan Reimertz 2009.  (ISBN 978-3-00-030009-7)